# Relä

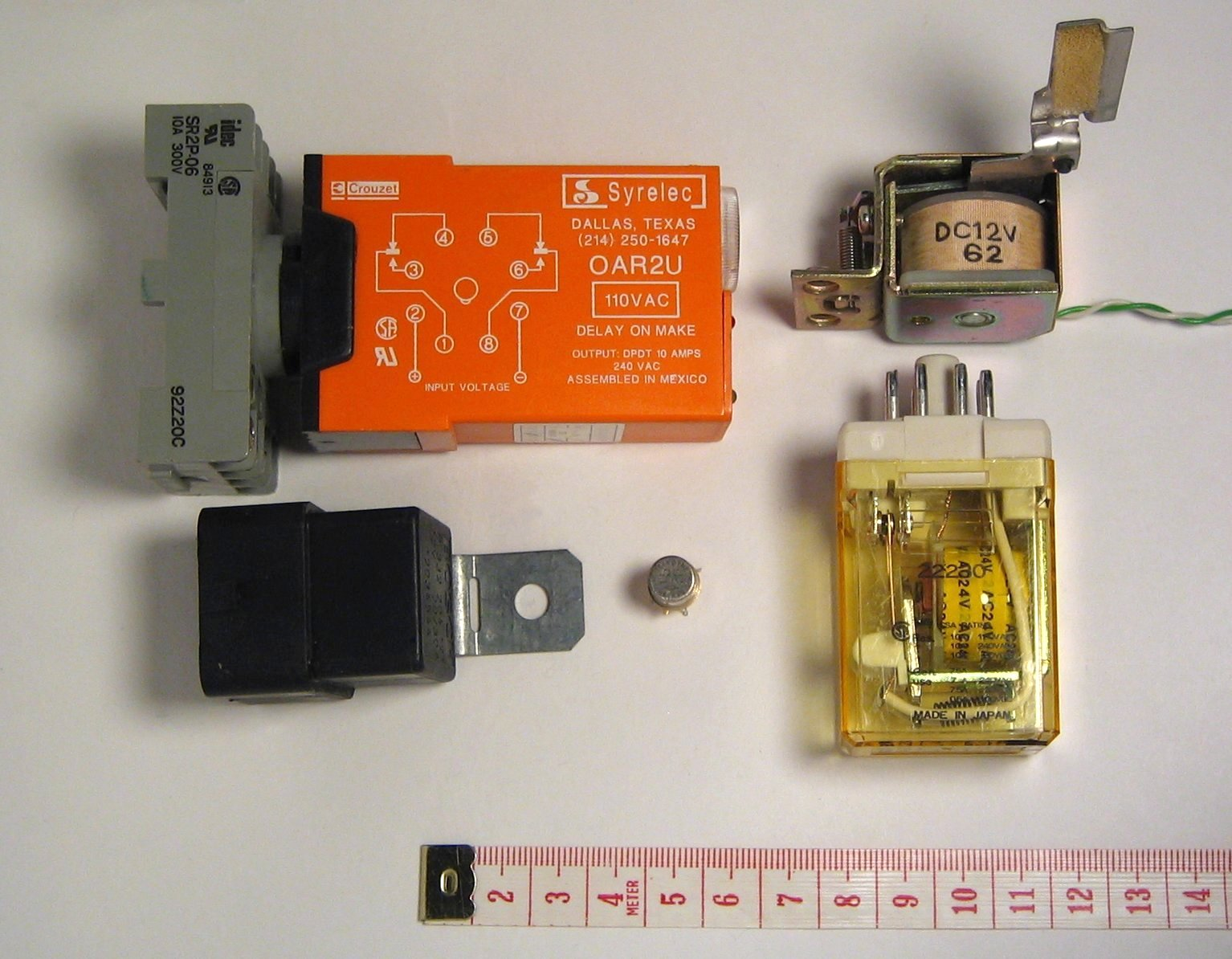
Olika typer av reläer

Relä (franska: relais, tex 'hästbyte vid skjutshåll') är en reglerteknisk elektrisk anordning, där en svag styrspänning kan styra slutande och öppnande av en annan elektrisk krets där både spänning och ström kan vara betydligt större.
Ett exempel på tillämpning är ett så kallat startrelä i bilar, som har till uppgift att koppla in strömmen från batteri till startmotor. En svag styrström går genom tändningslåset, och aktiverar sedan ett startrelä som är placerat i närområdet mellan batteri och startmotor. Utan detta relä hade den mycket stora startströmmen tvingats att gå en längre väg via tändningslåset vilket skulle orsakat onödiga och problematiska spänningsfall.

## Varianter

### Elektromagnetiskt relä

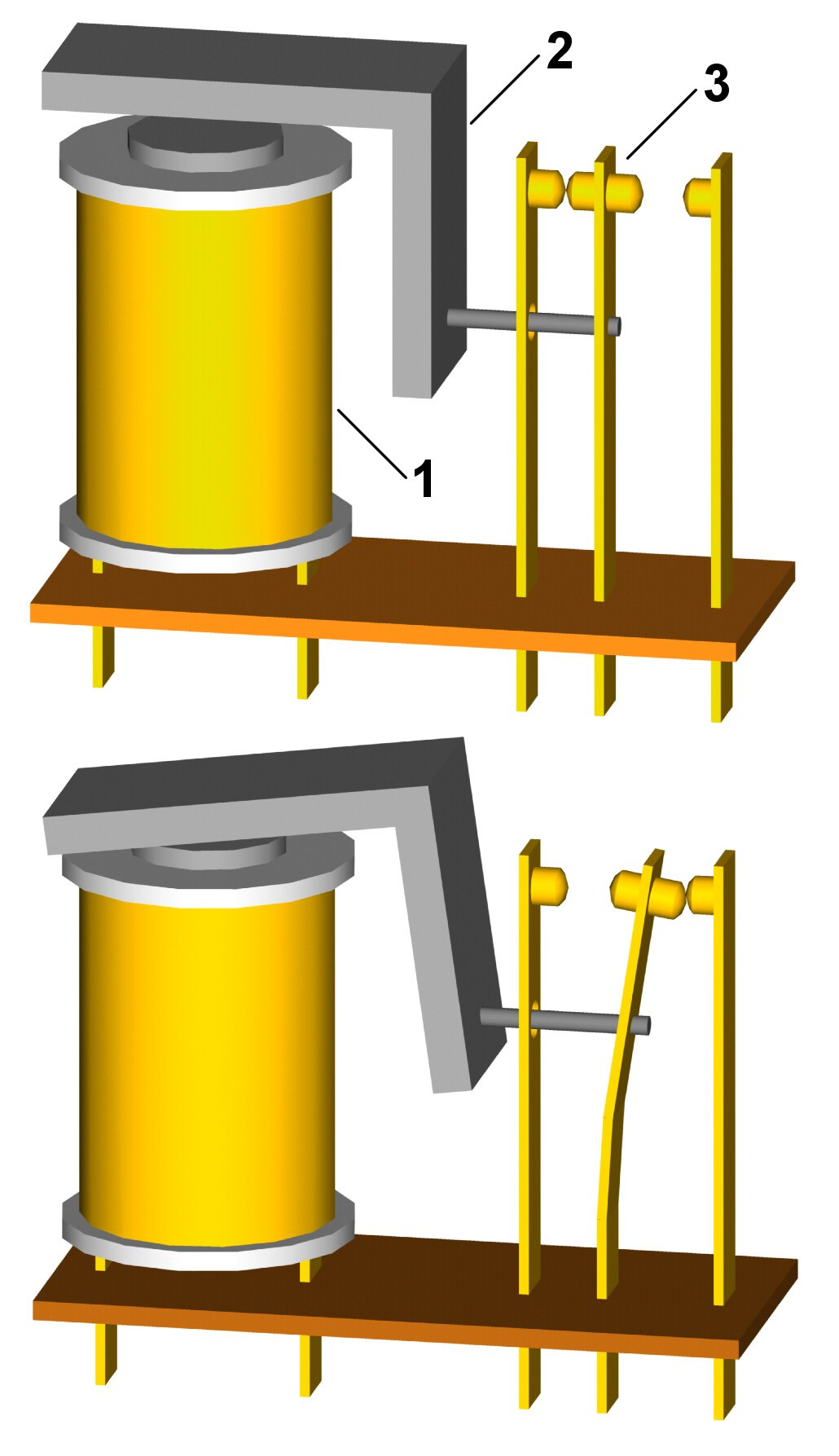
Principskiss över ett elektromagnetiskt relä.
1. Spole (elektromagnet)
2. Drivankare
3. Kontaktställe

Ett elektromagnetiskt relä har en elektromagnetisk spole, som drivs av reglerströmmen och som ändrar läge på drivankaret (ett gjutjärnsstycke som rörs av elektromagneten) så att det påverkar läget på en eller flera metallfjädrar (oftast av koppar eller någon kopparlegering), så att dessa kommer i kontakt med varandra eller förlorar kontakten. Själva kontaktställena är försedda med kontaktspetsar för att underlätta kontakt och motverka gnistbildning.
Elektromagnetiska reläer kan vara komplicerade i sin uppbyggnad om de ska utföra många uppgifter samtidigt. I sin enklaste form har ett relä bara två kopparbleck, där det ena påverkas av ankaret, men det finns reläer med tio eller fler bleck med olika funktioner.

### Självhållande relä
En viktig kopplingstyp är det självhållande reläet. Där är blecken anordnade på så vis att när väl den reglerade kretsen är sluten, driver den även reglerkretsen; reläet blir då kvar i tillslaget läge även när den ursprungliga reglerströmsimpulsen är borta.

### Impulsrelä (växlande)
Blecken i ett impulsrelä växlar läge, till exempel mellan till och från, när styrkretsen får en elektrisk puls.

### Tidrelä
En speciell typ av relä är tidreläet, som slår av sig själv efter en viss tid. Detta kan bland annat ske med hjälp av en bimetallfjäder som böjs så att den bryter kretsen när det flutit ström genom den en stund (till exempel blinkers i bilar), men det finns andra lösningar på det problemet.

### Halvledarrelä
Ett halvledarrelä eller solid-state-relä (SSR) är en elektronisk brytare som till skillnad från ett elektromekaniskt relä inte har några rörliga delar. Reläet styrs via en styrsignal med låg spänning som är elektriskt isolerad från lasten. Styrsignalen aktiverar en optokopplare där en LED aktiverar en ljuskänslig diod som då börjar leda ström. Dioden öppnar strömkretsen, vanligtvis en TRIAC, tyristor eller MOSFET-transistor. Halvledarreläer baserade på MOSFET-teknik kan bryta strömmar över en miljon gånger per sekund.
I många sammanhang där reläer varit den vanliga reglertekniska utrustningen har dessa kommit att ersättas med modern elektronik, framför allt lösningar med enchipsdatorer som huvudingrediens. Tvättmaskiner och bilar är några relativt moderna exempel på denna utveckling, men redan på 1950-talet när BARK ersattes av BESK såg vi detta. Telefonväxlar och telefonstationer var förr huvudsakligen uppbyggda av reläer (Televerkets koordinatväljare och Ericssons 500-väljare), men dessa har fasats ut, och de svenska telefonstationerna bygger nu på programminnesstyrda kretsar och Ericssons AXE–system.